# Rolando Alarcón
Rolando Alarcón Soto (Sewell, 5 agosto 1929 – 4 febbraio 1973) è stato un cantautore, musicista e compositore cileno, è stato uno dei fondatori della peña de los Parra, tra i principali esponenti della Nueva Canción Chilena e, grazie al suo lavoro come musicista, una importante e riconosciuta figura del Cile.

## Biografia
Nato il 5 agosto 1929, Rolando Alarcón crebbe a Sewell, in Cile, assieme ai suoi genitori, Atilio Alarcón de la Fuente e Zunilda Soto Riquelme, e ai suoi tre fratelli. All'età di dieci anni si trasferì a Chillán per ragioni di studio che lo portarono a diventare insegnante. Nel 1950 si trasferì a Santiago del Cile dove iniziò a interessarsi alla musica folk e dove si specializzò nell'insegmaneto della musica.
A Santiago divenne uno dei mebri fondatori di uno dei primi cori folk, il Coro Pablo Vidales, e più tardi parte integrante e direttore dei maggiormente celebri Cuncumén, con cui suonò in concerto in Europa due volte, nel 1957 e nel 1961, e con cui rimase fino al 1963 quando abbandonò il gruppo. Per un breve periodo formò un duo assieme a Silvia Urbina, con cui registrò un paio di canzoni in russo.
Nel 1964 fu tra i fondatori dell'importante peña cilena peña de los Parra, assieme ai figli di Violeta Parra, Isabel e Ángel, e a Patricio Manns, con cui partecipò al primo disco legato al gruppo, La peña de los Parra del 1965. Fu all'interno della peña che prese il via il movimento della Nueva Canción Chilena.
Nel 1965 iniziò la sua carriera solista, quando registrò il suo primo album Rolando Alarcón y sus canciones, che comprendeva grandi successi come Si somos americanos e Mocito que vas remando. Seguirono altri successi discografici, dopo di che il suo stile svoltò in maniera più decisa verso la Nueva Canción, cosa che gli costò la censura di due sue canzoni, Se olvidaron de la patria e Escuche usted general. Nel 1968 fondò la propria etichetta discografica Tiempo, con cui pubblicò il suo album Canciones de la Guerra Civil Española e che proseguì con numerosi altri lavori fino a El alma de mi pueblo, sua ultima produzione del 1972.
Nel 1970 vinse il premio per il genere folk al Festival di Viña del Mar, assieme al duo Los Emigrantes, formato da Enrique San Martín e Carlos Valladares, con la canzone El hombre. Nel 1971 partecipò al Festival de Cosquín. Nel 1972 venne nominato consigliere musicale del Ministero dell'Educazione del Governo Allende.
Dopo un lungo tour con i componenti della peña, di cui venne pubblicato l'album Chile ríe y canta, Alarcón morì a causa di un arresto cardiaco durante un'operazione di ulcera, il 4 febbraio del 1973 a soli 43 anni. Al suo funerale fu presente anche il presidente Salvador Allende in segno di omaggio.

### Vita privata
Rolando Alarcón era gay, cosa che però visse clandestinamente, a causa dell'ostilità nei confronti degli omosessuali in quel periodo. La sua esperienza di vita omosessuale, aneddoti e peripezie che dovette adottare Alarcón, viene raccontata nel libro di Oscar Contardo del 2011 Raro. Una historia gay de Chile.

## Discografia parziale

### Album
- 1960 – Traditional Chilean Songs
- 1964 – Chile nuevo
- 1965 - La peña de los Parra (split con Isabel y Ángel Parra e Patricio Manns)
- 1965 – Rolando Alarcón y sus canciones
- 1966 – Rolando Alarcón
- 1967 – El nuevo Rolando Alarcón
- 1968 – Canciones de la Guerra Civil Española
- 1969 – El mundo folklórico de Rolando Alarcón
- 1969 – A la resistencia española/A la revolución mexicana (split con gli Inti-Illimani)
- 1969 – Por Cuba y Vietnam
- 1970 – El hombre
- 1971 – Canta a los poetas soviéticos
- 1971 – Canciones desde una prisión
- 1972 – El alma de mi pueblo
- 1980 – Rolando Alarcón
- 1983 – Rolando Alarcón y sus amigos
- 1985 – El alma de mi pueblo
- 1998 – Todo Rolando Alarcón
- 1998 – Rolando Alarcón y sus canciones